# Norbert Burgmüller
August Joseph Norbert Burgmüller (ur. 8 lutego 1810 w Düsseldorfie, zm. 7 maja 1836 w Akwizgranie) – niemiecki kompozytor.

## Życiorys
Pochodził z rodziny muzyków, kompozytorami byli jego ojciec Johann August (1766–1824) i brat Johann Friedrich Franz (1806–1874). Od 1828 do 1830 roku uczył się muzyki w Kassel u Louisa Spohra i Moritza Hauptmanna. Przyjaźnił się z wieloma znanymi muzykami, poetami i malarzami, m.in. Felixem Mendelssohnem, Christianem Dietrichem Grabbe i Wolfgangiem Müllerem. W życiu prywatnym zmagał się z epilepsją, nadużywał także alkoholu. Zmarł nagle podczas pobytu w sanatorium w Akwizgranie – podczas kąpieli w basenie dostał napadu padaczkowego i utopił się.
W swojej twórczości nawiązywał zarówno do założeń klasycystycznych, jak i do twórczości niemieckich romantyków. Wczesne dzieła Burgmüllera powstawały pod silnym wpływem Spohra, w późniejszych widoczne są nawiązania do Beethovena i Schumanna. Skomponował m.in. 2 symfonie (druga po przedwczesnej śmierci autora dokończona przez Schumanna), koncert fortepianowy, uwerturę do niedokończonej opery Dionys, 4 kwartety smyczkowe, sonatę fortepianową, pieśni.